# Ozodes sexmaculatus
Ozodes sexmaculatus là một loài bọ cánh cứng trong họ Cerambycidae.